# 山口敏弘 (野球)
山口 敏弘（やまぐち としひろ、1962年8月18日 - ）は、元アマチュア野球選手・指導者である。ポジションは内野手。

## 来歴・人物
東洋大姫路高校を1981年に卒業後、東洋大学に入学、同大学硬式野球部に所属する。1983年の第12回日米大学野球選手権大会のオールジャパンメンバーに選ばれた。1984年の第13回日米大学野球選手権大会のオールジャパンメンバーに選ばれた。
1985年に大学卒業後、社会人野球の三菱重工神戸チームに入団する。1994年の都市対抗野球では10年連続出場選手に選ばれた。
コーチ兼任を経て、1995年から三菱重工神戸の監督を務め、1997年の日本選手権大会ではチームを優勝に導いた。
監督を退任した後は、日本放送協会で高校野球解説者を務め、2019年から2021年まで三菱重工West硬式野球部で再び監督を務めた。